# Liste der Biografien/Pru
Liste der Biografien |
Portal Biografien |
Personensuche
# |
A |
B |
C |
D |
E |
F |
G |
H |
I |
J |
K |
L |
M |
N |
O |
P |
Q |
R |
S |
T |
U |
V |
W |
X |
Y |
Z |
?
 
Pa |
Pc |
Pe |
Pf |
Ph |
Pi |
Pj |
Pk |
Pl |
Pm |
Pn |
Po |
Pr |
Ps |
Pt |
Pu |
Pv |
Pw |
Py
 
Pra |
Prc |
Pre |
Pri |
Prj |
Prk |
Prl |
Pro |
Prp |
Prs |
Prt |
Pru |
Prv |
Pry |
Prz
Die Liste der Biografien führt alle Personen auf, die in der deutschsprachigen Wikipedia einen Artikel haben. Dieses ist eine Teilliste mit 286 Einträgen von Personen, deren Namen mit den Buchstaben „Pru“ beginnt.

## Pru

### Prub
- Prübenau, Hermann (1901–1979), deutscher Politiker (USPD, SPD, SED), MdL

### Pruc
- Pruce, Daniel (* 1966), britischer Diplomat, Gouverneur der Britischen Jungferninseln
- Prucha, Leopold (1934–2022), österreichischer Politiker (SPÖ)
- Průcha, Milan (* 1931), tschechischer Philosoph
- Průcha, Petr (* 1982), tschechischer Eishockeyspieler
- Prucher, Franz (* 1955), österreichischer Jurist, Landespolizeidirektor von Niederösterreich
- Pruchniewicz, Stephan (* 1966), deutscher katholischer Theologe
- Pruchno-Wróblewski, Lech (1939–2005), polnischer Politiker, Mitglied des Sejm
- Průchová, Vlasta (1926–2006), tschechische Jazzsängerin
- Pruchtnow, Richard (1892–1943), deutscher SS-Offizier
- Pruchya Isaro (* 1995), thailändischer Tennisspieler
- Prückel, Johann Peter (1653–1690), deutscher Mediziner, Physikus in Neustadt an der Orla und in Regensburg
- Prucker, Alfred (1926–2015), italienischer Skisportler
- Prucker, Cyriacus († 1517), deutscher Benediktiner und Abt
- Prucker, Valentine (* 1989), italienische Skispringerin
- Prücklmayer, Johann Mathias (1589–1657), österreichischer Beamter und Adeliger
- Pruckmann, Friedrich (1562–1630), kurbrandenburgischer Kanzler
- Pruckner, Dionys (1834–1896), deutscher Pianist und Musikpädagoge
- Pruckner, Franziska (1902–2000), deutsche Chemikerin, kommissarische Abteilungsleiterin (DFG-Forschungsanstalt für Psychiatrie)
- Pruckner, Heinz (1911–1979), österreichischer Beamter, Sportler, Fußballschiedsrichter, Sportjournalist und Sportfunktionär
- Prückner, Helmut (* 1936), deutscher Klassischer Archäologe
- Prückner, Tilo (1940–2020), deutscher Schauspieler und DrehbuchautorTilo Prückner (1940–2020)

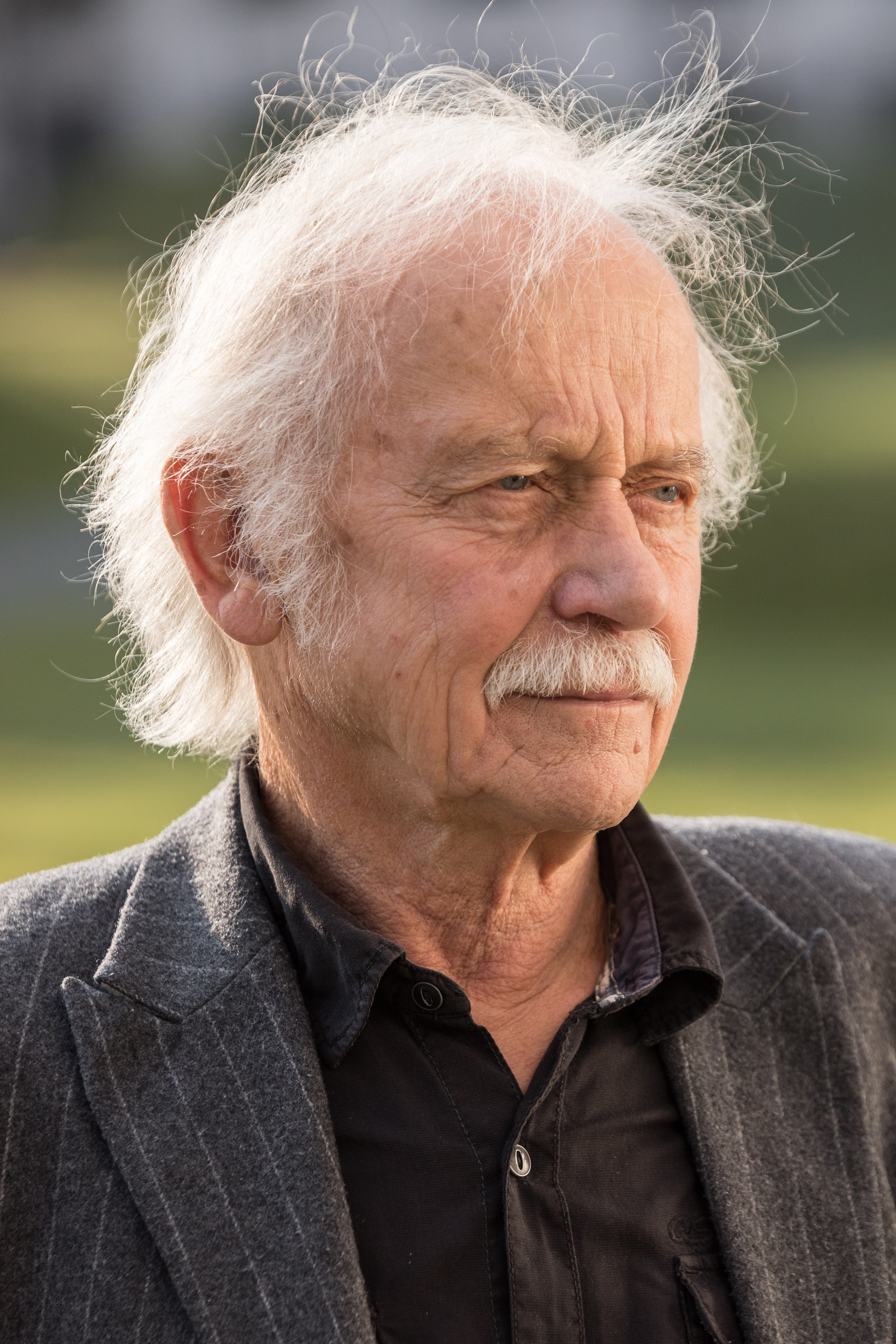
Tilo Prückner (1940–2020)

- Prucnal, Anna (* 1940), polnisch-französische Schauspielerin und Sängerin

### Prud
- Prudden, Theophil Mitchell (1849–1924), US-amerikanischer Pathologe und Bakteriologe
- Prudel, Mariusz (* 1986), polnischer Beachvolleyballspieler
- Pruden, Greg (* 1960), deutsch-kanadischer Eishockeyspieler
- Prudencio Magne Veliz, Walter (* 1960), bolivianischer Botschafter
- Prudencio, Francisca, chilenische Sängerin im Opern- und Konzertfach (Sopran)
- Prudêncio, Nelson (1944–2012), brasilianischer Dreispringer
- Prudent, Émile (1817–1863), französischer Pianist, Komponist und Musikpädagoge
- Prudente, Ana Lúcia da Costa (* 1968), brasilianische Herpetologin
- Prudentius (* 348), spätantiker christlicher römischer Dichter
- Prudentius von Tarazona, Eremit, Bischof und Heiliger
- Prudentius von Troyes († 861), Bischof von Troyes
- Prudenzano, Francesco (1823–1909), italienischer Autor, Romanist und Italianist
- Prud’Homme, Cameron (1892–1967), US-amerikanischer Schauspieler
- Prudhomme, Christian (* 1960), französischer Journalist und RadsportfunktionärChristian Prudhomme (* 1960)

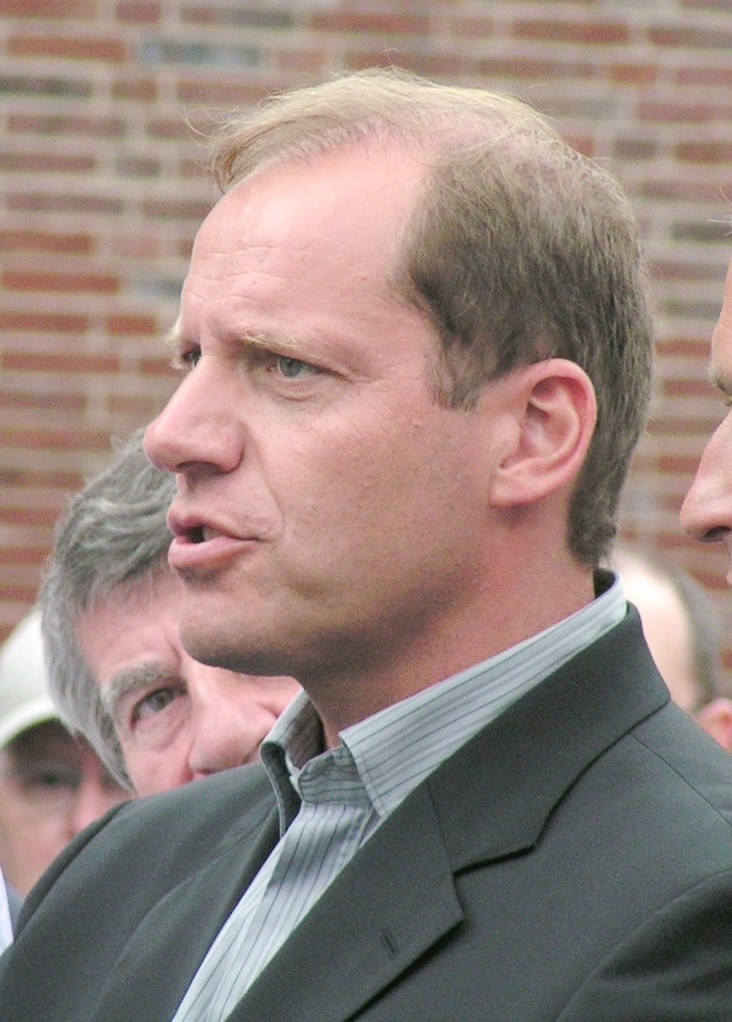
Christian Prudhomme (* 1960)

- Prud’homme, Henri-Jean-Marie (1882–1952), kanadischer Geistlicher, römisch-katholischer Bischof von Prince-Albert
- Prudhomme, Louis-Marie (1752–1830), französischer Revolutionär, Schriftsteller und Journalist
- Prudhomme, Monique, kanadische, Oscar-nominierte Kostümbildnerin
- Prudhomme, Paul (1940–2015), US-amerikanischer Koch, Gastronom und Kochbuchautor
- Prudhomme, Sully (1839–1907), französischer Dichter
- Prud’hon, Pierre Paul (1758–1823), französischer Maler
- Prudlo, Donald S. (* 1976), US-amerikanischer Historiker
- Prudlo, Gerhard (* 1944), deutscher Fußballspieler
- Prudnikau, Ales (1910–1941), belarussischer Dichter
- Prudnikau, Pawel (1911–2000), belarussischer Dichter und Schriftsteller
- Prudnikov, Vladimir (* 1949), litauischer Opernsänger, Musikpädagoge und Politiker
- Prudnikow, Alexander Alexandrowitsch (* 1989), russischer Fußballspieler
- Prudnikow, Anatoli Platonowitsch (1927–1999), russischer Mathematiker
- Prudnikowa, Swetlana Alexandrowna (* 1967), russische Schachspielerin
- Prudöhl, Karl-Heinz (* 1944), deutscher Ruderer, Olympiasieger
- Prudskowa, Walentina Alexandrowna (1938–2020), sowjetische Olympiasiegerin im Florettfechten

### Prue
- Prue, Michael (* 1948), kanadischer Politiker
- Prueher, Joseph W. (* 1942), US-amerikanischer Militär, Admiral der United States Navy, Botschafter und Wirtschaftsmanager
- Pruenster, Klaus (* 1957), österreichischer Komponist und Musiker
- Prueschenck von Lindenhofen, Zacharias (1610–1678), deutscher Jurist, Staatsmann und Minister
- Pruett, Jeanne (* 1937), US-amerikanische Country-Sängerin und -Songwriterin
- Pruett, Jimmy (1925–1983), US-amerikanischer Country-Musiker
- Pruett, Joshua (* 1978), US-amerikanischer Drehbuchautor
- Pruett, Scott (* 1960), US-amerikanischer Autorennfahrer

### Pruf
- Prüfer, Arthur (1860–1944), deutscher Musikwissenschaftler und -schriftsteller
- Prüfer, Benjamin (* 1979), deutscher Journalist und Autor
- Prüfer, Clemens (* 1997), deutscher Leichtathlet
- Prüfer, Curt (1881–1959), deutscher Botschafter
- Prüfer, Friedrich Wilhelm (1818–1888), deutscher Politiker, MdL (Königreich Sachsen)
- Prüfer, Gustav Emil (1805–1861), deutscher Architekt und Hochschullehrer
- Prüfer, Heinz (1896–1934), deutscher Mathematiker und Hochschullehrer
- Prüfer, Heinz (1948–2007), deutscher Gitarrist
- Prüfer, Johannes (1882–1947), deutscher Pädagoge und Fröbelforscher
- Prüfer, Jürgen (* 1967), deutscher Fußballtrainer
- Prufer, Kevin (* 1969), US-amerikanischer Dichter, Herausgeber und Essayist
- Prüfer, Kurt (1891–1952), deutscher Ingenieur
- Prüfer, Maximilian (* 1986), deutscher Konzeptkünstler
- Prüfer, Richard (1836–1878), deutscher Politiker, Bürgermeister der Stadt Bochum, Oberbürgermeister der Stadt Dortmund
- Prüfer, Theodor (1845–1901), deutscher Architekt und Kirchenbaumeister
- Prüfer, Tillmann (* 1974), deutscher JournalistTillmann Prüfer (* 1974)

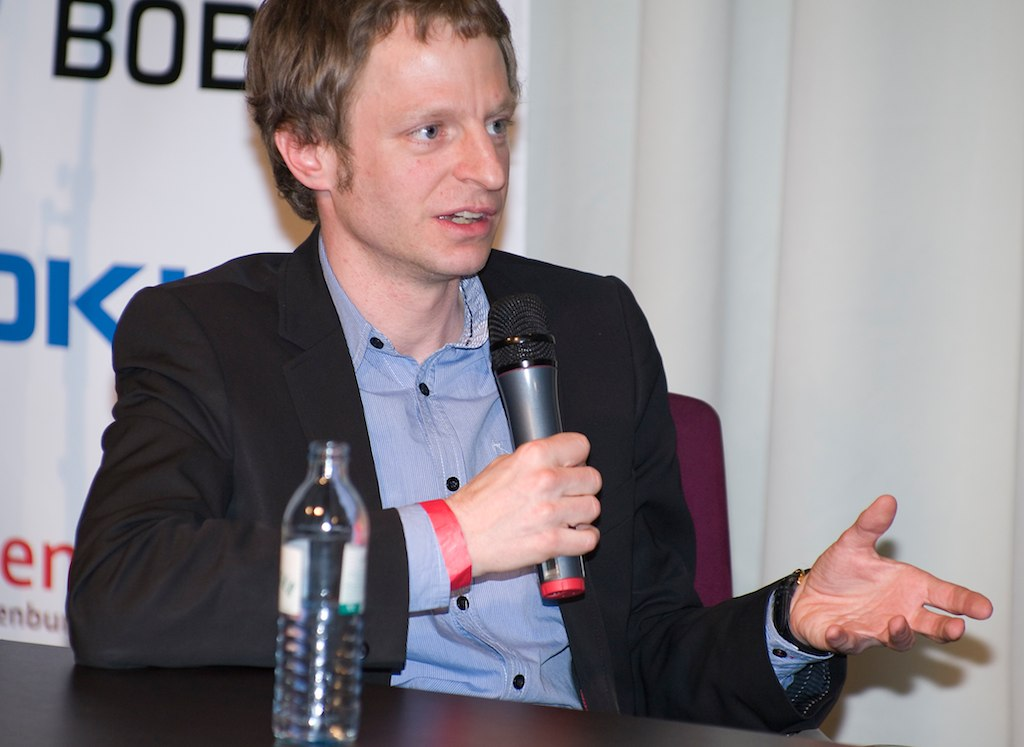
Tillmann Prüfer (* 1974)

- Prüfer-Storcks, Cornelia (* 1956), deutsche Politikerin (SPD), Senatorin in Hamburg
- Prüfig, Katrin (* 1968), deutsche Fernsehmoderatorin, Journalistin, Reporterin und Medientrainerin
- Prüfke, Ulrich (* 1940), deutscher Fußballspieler
- Prüfke, Walter (1908–1942), deutscher SA-Führer und Politiker (NSDAP)

### Prug
- Prugar-Ketling, Bronisław (1891–1948), General der polnischen Armee
- Prugar-Ketling, Halina (* 1929), polnische Filmeditorin
- Prugawin, Alexander Stepanowitsch (1850–1920), russischer Revolutionär, Fachautor für Kirchenspaltung, Historiker, Ethnograph und Publizist
- Prügel, Karl (1877–1955), deutscher Offizier, zuletzt Generalmajor im Zweiten Weltkrieg
- Prügel, Peter (* 1958), deutscher Diplomat
- Prugener, Nikolaus († 1553), deutscher Mathematiker, Astronom, evangelischer Theologe und Reformator
- Prüger, Heidelinde (* 1973), österreichische Literatin und Lyrikerin
- Prüget, Herbert (1914–1979), deutscher Gebrauchsgrafiker
- Prugger, Alexander (1887–1962), deutscher Verwaltungsjurist und Oberfinanzpräsident in München
- Prugger, Giuana (* 1992), italienische Fußballspielerin
- Prugger, Irene (* 1959), österreichische Schriftstellerin und Journalistin
- Prugger, Johann Joseph (1717–1788), deutscher Rechtswissenschaftler und Hochschullehrer
- Prugger, Karl (1926–2003), deutscher Jurist
- Prugger, Lydia (* 1969), österreichische Skibergsteigerin
- Prugger, Nikolaus († 1694), deutscher Maler
- Prugger, Thomas (* 1971), italienischer Snowboarder
- Prügger, Walter (* 1969), österreichischer Pädagoge, Theologe, Autor, Bildungsfunktionär und ehemaliger Fußballspieler
- Pruggmayer, Egon (1905–1983), deutscher Buchkünstler, Illustrator, Maler, Graphiker
- Prügl, Barbara (* 1982), österreichische Politikerin (ÖVP), Landtagsabgeordnete
- Prügl, Herbert (1946–2007), österreichischer Motorradrennfahrer
- Prügl, Reinhard (* 1976), österreichischer Wirtschaftswissenschaftler
- Prügl, Thomas (* 1963), deutscher katholischer Theologe
- Prugmair, Martin Max, Physicus der Stände in der Steiermark zu Graz und Mitglied der Gelehrtenakademie Leopoldina
- Prugovečki, Eduard (1937–2003), US-amerikanischer Physiker rumänischer Herkunft
- Prugowa, Anna Alexandrowna (* 1993), russische Eishockeytorhüterin

### Pruh
- Prühl, Dorothea (* 1937), deutsche Schmuckkünstlerin und Hochschullehrerin
- Prühl, Karsten (* 1982), deutscher Filmemacher und Drehbuchautor
- Prühs, Ernst-Günther (1918–2016), deutscher Kommunalpolitiker (CDU)
- Prühs, Katrin (* 1962), deutsche Fußballspielerin

### Prui
- Pruijssers, Roeland (* 1989), niederländischer Schachspieler
- Pruin, Dagmar (* 1970), deutsche evangelische Theologin und Judaistin
- Pruin, Hedwig (* 1939), deutsche Politikerin (CDU), MdL
- Pruitt, Basil A. (1930–2019), US-amerikanischer Mediziner
- Pruitt, Carl (1918–1977), US-amerikanischer R&B- und Jazzmusiker
- Pruitt, Gabe (* 1986), US-amerikanischer Basketballspieler
- Pruitt, Jordan (* 1991), US-amerikanische Pop-Sängerin und Songwriterin
- Pruitt, Nigel (* 1994), US-amerikanisch-deutscher Basketballspieler
- Pruitt, Ralph (1925–1986), US-amerikanischer Rockabilly-Musiker
- Pruitt, Rob (* 1964), US-amerikanischer Pop-Art-Künstler
- Pruitt, Scott (* 1968), US-amerikanischer Anwalt und republikanischer PolitikerScott Pruitt (* 1968)

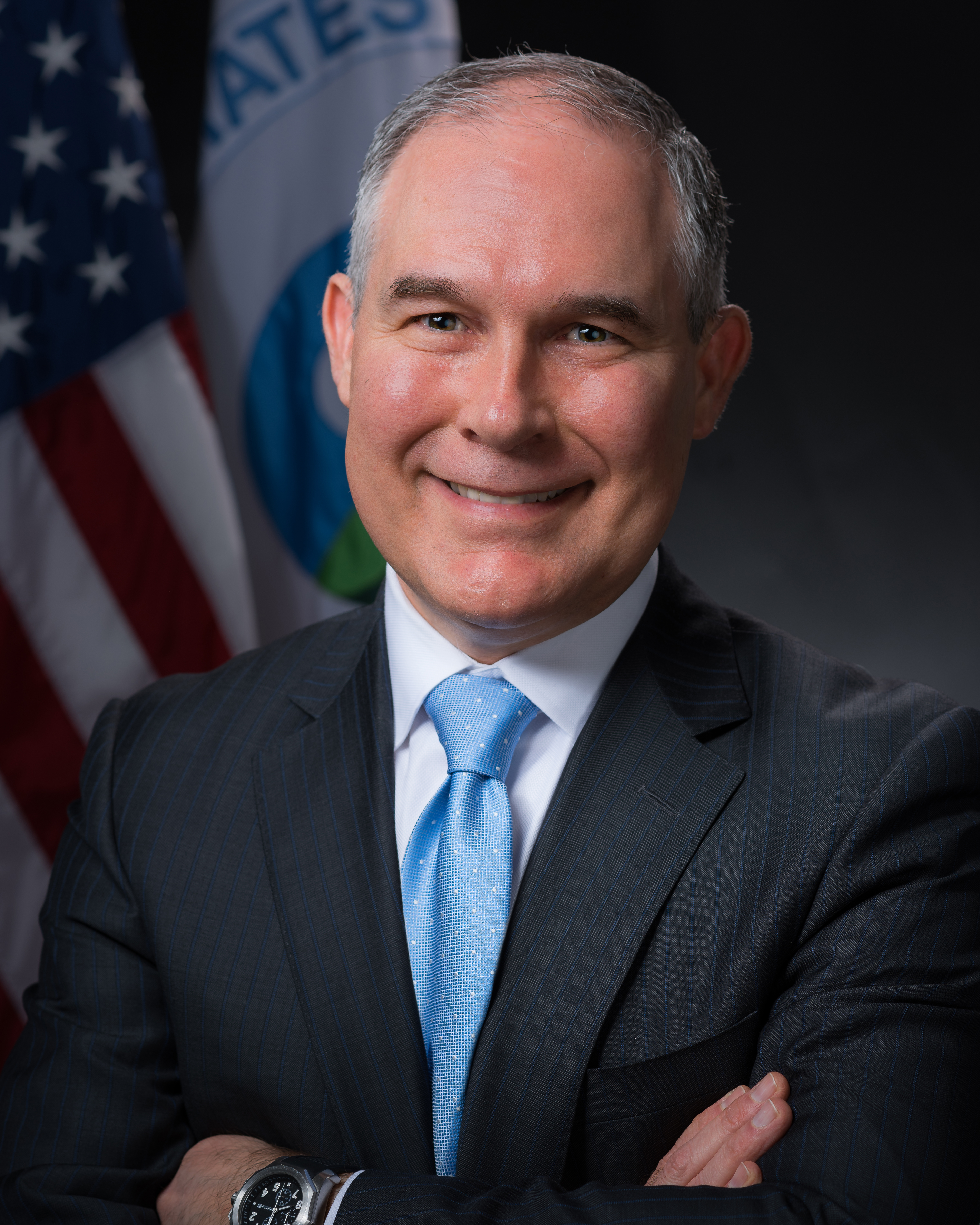
Scott Pruitt (* 1968)

- Pruitt, Steven (* 1984), US-amerikanischer Wikipediaautor

### Prul
- Prüll, Emanuel (1896–1980), tschechoslowakischer Schwimmer
- Prüll, Livia (* 1961), deutsche Wissenschaftlerin, Ärztin und Autorin
- Prüller, Heinz (* 1941), österreichischer Journalist und Sportkommentator
- Prüller, Michael (* 1961), österreichischer Journalist, stellvertretender Chefredakteur, Leiter des Amtes für Öffentlichkeitsarbeit & Kommunikation der Erzdiözese Wien
- Prüller-Jagenteufel, Gunter (* 1964), österreichischer römisch-katholischer Theologe

### Prum
- Prüm, Jodocus (1807–1876), deutscher Winzer und Stifter
- Prüm, Jost (1930–2017), deutscher Bankvorstand, Präsident der Industrie- und Handelskammer des Saarlandes
- Prüm, Pierre (1886–1950), luxemburgischer Politiker, Mitglied der Chambre und Staatsminister (1925–1926)
- Prum, Richard O. (* 1961), US-amerikanischer Ornithologe und Hochschullehrer
- Prume, François (1816–1849), belgischer Violinist und Komponist
- Prümer, Karl (1846–1933), deutscher Verleger und Schriftsteller
- Prümers, Adolf (1877–1955), deutscher Komponist, Organist und Chorleiter
- Prümers, Heiko (* 1958), deutscher Altamerikanist
- Prümers, Rodgero (1852–1921), Historiker und Staatsarchivar
- Prümm, Axel (* 1957), deutscher Politiker (CDU), Bürgermeister der Stadt Grevenbroich
- Prümm, Karl (* 1945), deutscher Medienwissenschaftler, Hochschullehrer sowie Schöpfer des Marburger Kamerapreises
- Prümm, Theodor (1841–1890), deutscher Porträtfotograf
- Prümmer, Franz von (1920–1981), deutscher Politiker (CSU), MdL
- Prummer, Katharina (* 1993), deutsche Fußballspielerin

### Prun
- Prunariu, Dumitru (* 1952), rumänischer Kosmonaut, Pilot und Diplomat
- Prunas, Mario († 1983), italienischer Diplomat
- Prunas, Pasquale (1924–1985), italienischer Journalist, Fotograf und Dokumentarfilmer
- Prunč, Erich (1941–2018), österreichischer Linguist und Übersetzungswissenschaftler, Literaturhistoriker und Dichter
- Prunea, Florin (* 1968), rumänischer Fußballspieler und Sportdirektor
- Pruneda García, Alfonso (1879–1957), mexikanischer Mediziner und Rektor der Universidad Nacional de México
- Pruneder, Franz Gerhard († 1764), österreichischer Organist und Komponist
- Prunelle, Clément François Victor Gabriel (1777–1853), französischer Arzt und Politiker
- Pruner, Franz Ignaz (1808–1882), deutscher Mediziner
- Pruner, Johann Adam (1672–1734), österreichischer Politiker und Linzer Bürgermeister, Unternehmer
- Pruner, Johann Evangelist von (1827–1907), deutscher römisch-katholischer Theologe
- Pruner, Karl, kanadischer Schauspieler und Synchronsprecher
- Prungraber, Karl (* 1977), österreichischer Triathlet
- Prunier, Gérard (* 1942), französischer Historiker
- Prunières, Henry (1886–1942), französischer Musikologe
- Prunis, Joseph (1742–1816), französischer Geistlicher und Politiker
- Prunitsch, Christian (* 1970), deutscher Slawist und Literaturwissenschaftler
- Prunk, Janko (* 1942), slowenischer Historiker und Politiker
- Prunnbauer, Sonja (* 1948), deutsche Gitarristin, Musikpädagogin und Arrangeurin
- Prunner, Erhard († 1442), Augustiner-Chorherr und Klosterreformer
- Prunner, Gernot (1935–2002), österreichischer Ethnologe
- Prunner, Hieronymus († 1606), lutherischer Theologe
- Prunner, Johann Georg (1652–1701), österreichischer Steinmetzmeister und Bildhauer des Barock
- Prunner, Johann Michael (1669–1739), österreichischer Architekt des Barockzeitalters
- Prunner, Leonardo de (1760–1831), Offizier, Entomologe und Mineraliensammler
- Prunskienė, Kazimira (* 1943), litauische Politikerin
- Prünster, Hans (1907–2005), Südtiroler Maler, Grafiker und Kulturschaffender
- Prünster, Harry (* 1956), österreichischer Lehrer und RundfunkmoderatorHarry Prünster (* 1956)

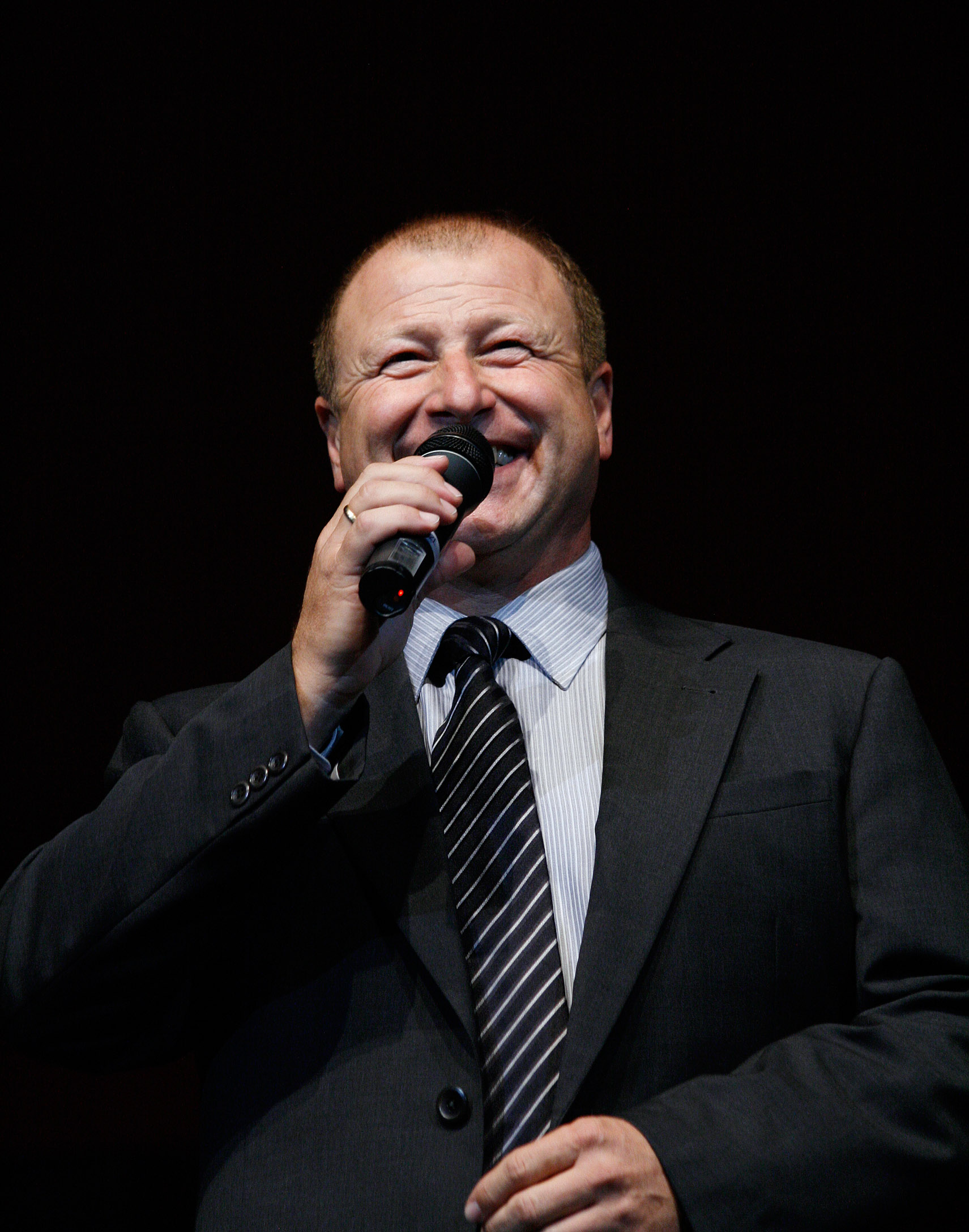
Harry Prünster (* 1956)

- Prünster, Monika (* 1984), italienische Handballtorhüterin
- Prünsterer, Franz (1570–1637), Kaufmann und Ratsherr der Hansestadt Lübeck
- Prünte, Marius (* 1990), deutscher Radsportler
- Prunyi, Ilona (* 1941), ungarische Pianistin

### Prus
- Prus, Bolesław (1847–1912), polnischer Schriftsteller und Publizist
- Prus, Łucja (1942–2002), polnische Sängerin
- Prus, Michael (* 1968), deutscher Fußballspieler und -trainer
- Prus, Olena (* 1986), ukrainische Badmintonspielerin
- Prusa, Alexandra (* 1955), Schweizer Schauspielerin, Sängerin (Tango Argentino), Filmemacherin und Künstlerin
- Prusa, Peter (* 1944), deutscher Eishockeyspieler
- Prusac, Lola (1895–1985), polnisch-französische Modedesignerin in Paris
- Prūsaitis, Rimantas (* 1956), litauischer Forstmann
- Pruscha, Carl (* 1936), österreichischer Architekt
- Prüschenk von Lindenhofen, Walter (1857–1916), deutscher Jurist und Politiker, MdR
- Prüschenk, Josef (1908–1966), deutscher Unternehmer und Politiker (CSU)
- Pruschke, Kilian (* 1992), deutscher Fußballspieler
- Pruschke, Thomas (1959–2016), deutscher Physiker, Festkörperphysiker und Hochschullehrer
- Pruschmann, Tina (* 1975), deutsche Schriftstellerin
- Průšek, Jaroslav (1906–1980), tschechoslowakischer Sinologe, Begründer der Prager Schule der Sinologie
- Prusek, Martin (* 1975), tschechischer Eishockeytorwart und -trainer
- Prüsener, Sebastian (* 1982), deutscher Volleyball- und Beachvolleyballspieler
- Prüser, Friedrich (1892–1974), deutscher Historiker, Bremer Archivdirektor
- Prüser, Hermann (1903–1991), deutscher Maschinenbauer und Politiker (KPD), MdBB
- Prüser, Jürgen (1929–2021), deutscher Ökonom, Hochschullehrer und Hochschulrektor
- Prushinskiy, Alexander (* 1981), russischer Violinist
- Prusias I. († 182 v. Chr.), König von Bithynien
- Prusias II. († 149 v. Chr.), König von Bithynien
- Prūsienė, Jolanta (* 1965), litauische Tischtennisspielerin
- Prusik, Karl (1896–1961), Präsident des Österreichischen AlpenklubsKarl Prusik (1896–1961)

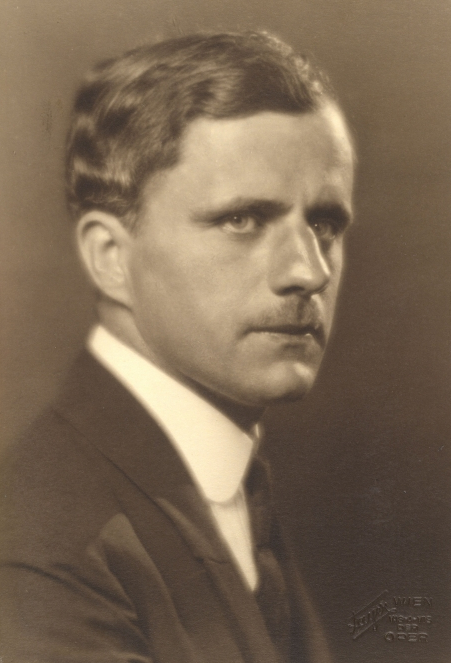
Karl Prusik (1896–1961)

- Prusik, Piotr (* 1968), polnischer Marathonläufer
- Prusik, Waldemar (* 1961), polnischer Fußballspieler
- Prusikin, Michael (* 1978), deutscher Schachgroßmeister
- Prusiner, Stanley (* 1942), US-amerikanischer Biochemiker, Neurologe, Nobelpreisträger für Physiologie oder Medizin
- Prusinkiewicz, Przemysław (* 1952), polnischer Informatiker
- Prusinovský von Víckov, Wilhelm (1534–1572), Bischof von Olmütz
- Prūsis, Sandis (* 1965), lettischer Bobpilot
- Pruski, Bernard (1929–2018), polnischer Radrennfahrer
- Prusko, Georg (1924–2019), deutscher Politiker (CDU), MdL
- Prusko, Johannes (* 1929), deutscher Grafiker und Maler
- Prüsmann, Carl (1852–1921), deutscher Ingenieur und Erfinder
- Prušnik, Tanja (* 1971), österreichische Bildende Künstlerin, Kuratorin und Architektin
- Průšová, Libuše (* 1979), tschechische Tennisspielerin
- Pruß, Alexander (* 1965), deutscher Vorderasiatischer Archäologe
- Pruss, Alexander Robert (* 1973), kanadischer Philosoph
- Prüß, Franz (* 1945), deutscher Sozialpädagoge
- Prüß, Holger (* 1960), deutscher Sprachheilpädagoge und Stottertherapeut
- Prüss, Jaana Liisa (* 1967), deutsche Künstlerin, Kulturaktivistin, Kuratorin und Projektmanagerin
- Prüss, Jens (* 1954), deutscher Autor und Journalist
- Prüß, Jens Reimer (* 1950), deutscher Journalist und Fachbuchautor
- Prüß, Max (1888–1962), deutscher Bauingenieur und Baudirektor
- Pruss, Max (1891–1960), deutscher LuftschifferMax Pruss (1891–1960)

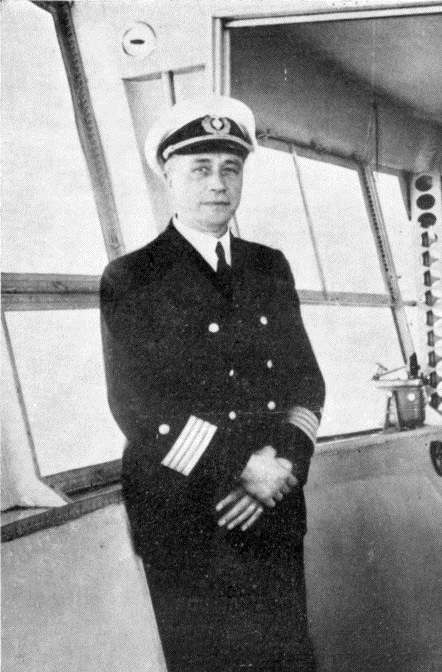
Max Pruss (1891–1960)

- Prussak, Alexander Fjodorowitsch (1839–1897), russischer Ohrenarzt
- Prussakowa, Lana Alexejewna (* 2000), russische Freestyle-Skisportlerin
- Prussakowa, Marija Alexandrowna (* 1989), russische Snowboarderin
- Prussas, Reinhold (* 1942), deutscher Fußballspieler
- Prüsse, Klaus (* 1939), deutscher Handballtorwart
- Prüssen, Clemens (1888–1966), deutscher Landschaftsmaler der Düsseldorfer Schule
- Prüssen, Eduard (1930–2019), deutscher Grafiker, Buchillustrator und Buchkünstler
- Prüssing, August (1896–1967), deutscher Ingenieur
- Prüssing, Carl (1859–1912), deutscher Chemiker und Unternehmer bzw. Industrie-Manager
- Prüssing, Godhard (1828–1903), deutscher Unternehmer der Zementindustrie
- Prüssing, Paul (1861–1914), deutscher Chemiker und Zementfabrikant
- Prüßmann, Hermann (1899–1980), deutscher Maler und Grafiker
- Prüßmann, Sebastian (* 1980), deutscher Koch
- Prüßner, August (1895–1970), deutscher Politiker (NSDAP), MdL
- Prüssner, Dorothee (* 1952), deutsche Politikerin (CDU), MdL
- Prüßner, Karl (1913–2006), deutscher Politiker (SPD), MdL
- Prussog-Jahn, Lucie (1900–1990), deutsche Bildhauerin
- Prust, Brandon (* 1984), kanadischer Eishockeyspieler und -trainer
- Prüstat, Siegmund von, Astrologe und Schriftsteller
- Prüstel, Andreas (1951–2019), deutscher Collagist, Zeichner und Karikaturist
- Prustl, Ulrich († 1417), Bischof von Brixen
- Pruszkowski, Tadeusz (1888–1942), polnischer Porträtmaler und Hochschullehrer
- Pruszkowski, Witold (1846–1896), polnischer Maler
- Pruszyński, Andrzej (1836–1895), Warschauer Bildhauer

### Prut
- Prüter, Eberhard (1945–2014), deutscher Schauspieler und Synchronsprecher
- Prüter, Johannes (* 1957), deutscher Biologe
- Prutsch, Günther (* 1952), österreichischer Politiker (SPÖ), Bundesrat und Landtagsabgeordneter
- Prutsch, Jürgen (* 1989), österreichischer Fußballspieler
- Prutsch, Simone (* 1978), österreichische Badmintonspielerin
- Prutsch, Ursula (* 1965), österreichische Historikerin
- Prutschai, Roman Markowitsch (* 1991), russischer Poolbillardspieler
- Prutscher, Hans (1873–1959), österreichischer Architekt
- Prutscher, Otto (1880–1949), österreichischer Architekt und Designer
- Prutscher, Pius Michael (1913–1995), österreichischer Politiker (ÖVP), Landtagsabgeordneter, Amtsführender Stadtrat
- Prutscher, Walter (1914–2002), österreichischer Architekt
- Prütting, Hanns (* 1948), deutscher Rechtswissenschaftler
- Prütting, Jens (* 1983), deutscher Rechtswissenschaftler und Hochschullehrer (Bürgerliches Recht, Medizinrecht)
- Prütting, Lenz (* 1940), deutscher Theaterwissenschaftler und Philosoph
- Prutz, Hans (1843–1929), deutscher Historiker und Hochschullehrer
- Prütz, Hans (1902–1972), deutscher Bildhauer
- Prütz, Marianne (* 1926), deutsche Dokumentarfilmregisseurin
- Prütz, Max (1876–1945), deutscher Politiker (DStP), MdR
- Prutz, Robert Eduard (1816–1872), deutscher Schriftsteller, Dramatiker, Pressehistoriker und einer der markantesten Publizisten des Vormärz
- Prütz, Siegfried (1900–1939), deutscher Kunstschmied, Professor
- Prützmann, Carl (1864–1929), deutscher Kapitän und Kap Hoornier
- Prützmann, Hans-Adolf (1901–1945), deutscher SS- und Polizeiführer, Politiker (NSDAP), MdRHans-Adolf Prützmann (1901–1945)

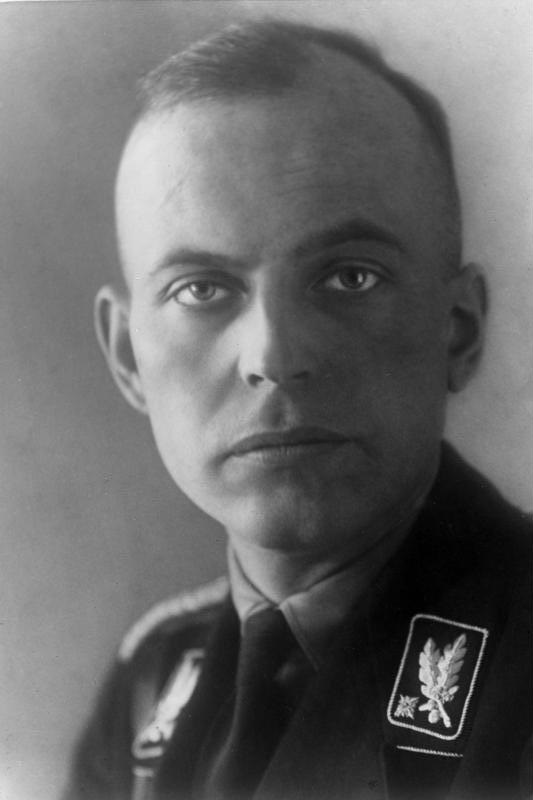
Hans-Adolf Prützmann (1901–1945)

### Pruu
- Pruus, Peeter (* 1989), estnischer Radrennfahrer

### Pruv
- Pruvost, Christian, französischer Jazzmusiker
- Pruvost, Pierre (1890–1967), französischer Geologe
- Pruvost, Pierre (1921–2008), französischer Maler, Mitglied des Salon d'Automne
- Pruvôt, Georges Florentin (1852–1924), französischer Mediziner und Zoologe
- Pruvot, Marie-Pierre (* 1935), französische Pionierin und Idol der Transsexuellenbewegung, Revuetänzerin, Lehrerin, Schriftstellerin
- Pruvot-Fol, Alice (1873–1972), französische Malakologin

### Pruw
- Prüwer, Julius (1874–1943), österreichischer Dirigent
- Prüwer, Tobias (* 1977), deutscher Journalist und Publizist

### Pruy
- Pruyn, John V. L. (1811–1877), US-amerikanischer Jurist und Politiker
- Pruyn, Robert H. (1815–1882), US-amerikanischer Offizier, Diplomat und Politiker
- Pruys, Andreas, deutscher Sänger
- Pruys, Franz Josef (1887–1944), deutscher Redakteur
- Pruys, Karl Hugo (* 1938), deutscher Journalist und Autor
- Pruyssenaere, Eugène de (1826–1864), belgischer Afrikaforscher

### Pruz
- Pruzan, Rebecca, dänische Filmproduzentin und Filmschaffende
- Pruzew, Danil Igorewitsch (* 2000), russischer Fußballspieler
- Pruzew, Jegor Igorewitsch (* 2002), russischer Fußballspieler
- Pruzsinszky, Regine, österreichische Altorientalistin
- Pruzzo, Roberto (* 1955), italienischer FußballspielerRoberto Pruzzo (* 1955)

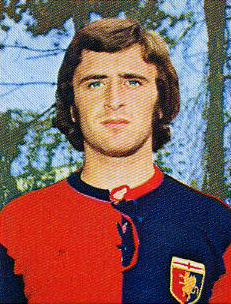
Roberto Pruzzo (* 1955)